# B-17 B

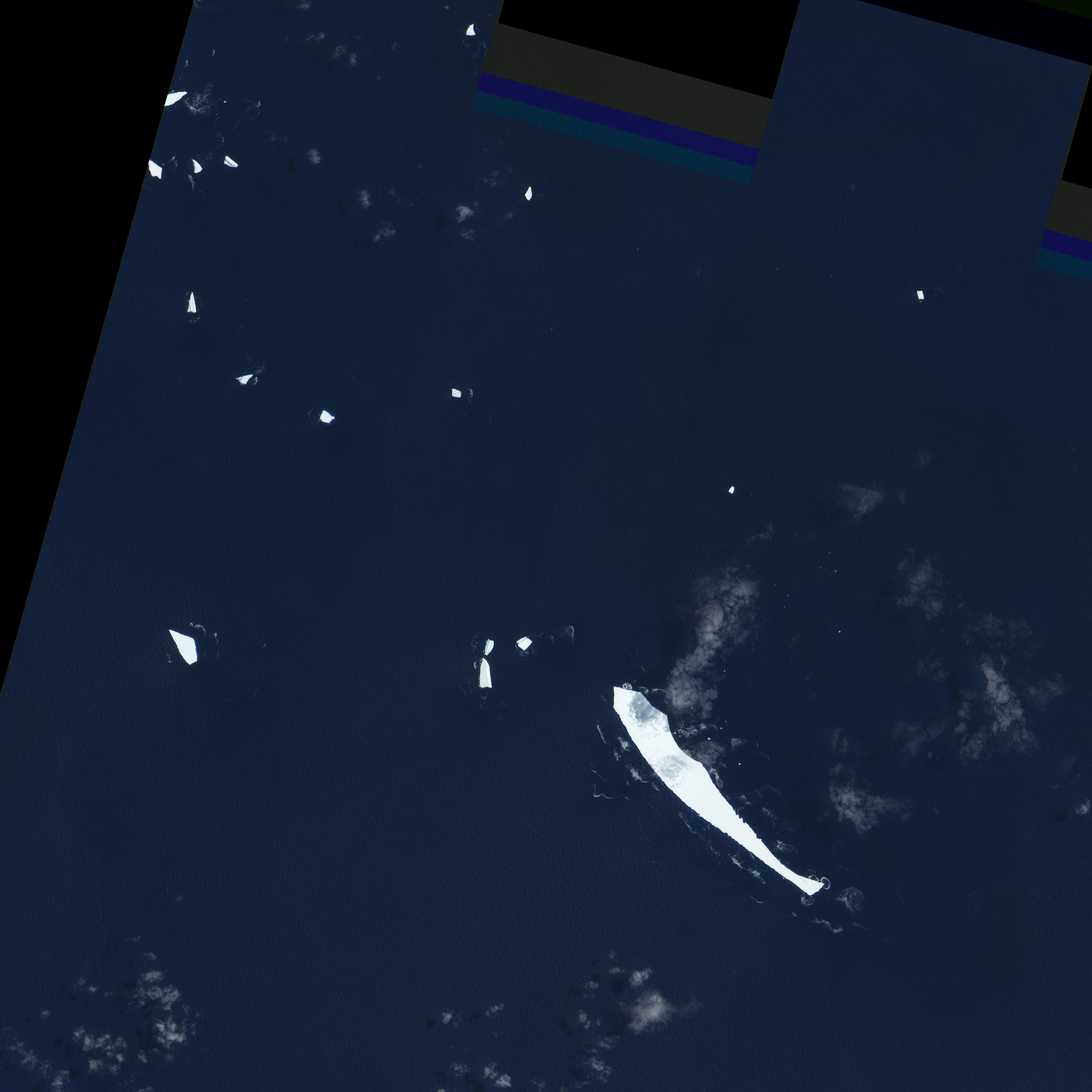
Bruchstück von B-17 B am 30. Dezember 2009

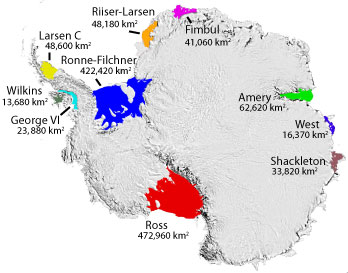
Lage der Ross-Schelfeistafel in der Antarktis (rot markierte Fläche)

B-17 B ist die Bezeichnung eines Eisbergs, der sich um 1999 als Teilstück einer ca. 400 km² großen Eisfläche von der Ostflanke des Ross-Schelfeises in der Antarktis gelöst hatte. 

## Beschaffenheit
Der Eisberg war etwa 19 km lang, acht Kilometer breit und 140 km² groß. Entdeckt wurde er durch die Auswertung von Satellitenaufnahmen von dem tasmanischen Glaziologen Neal Young.

## Bewegung
Der Eisberg bewegte sich durch Meeresströmung und Wind angetrieben in nordöstlicher Richtung auf Australien zu, entlang der Südküste und dann nach Südosten. Schon vor dem Erreichen der Küste zerbrach er in hunderte kleinere Stücke und schmolz schließlich.